# ФК Инђија
ФК Инђија је српски фудбалски клуб из Инђије. Тренутно се такмичи у Српској лиги Војводина, трећем такмичарском нивоу српског фудбала.

## Историја
Клуб је основан 1933. године као клуб железничких радника. Током историје више пута је мењао име. У прво време клуб се такмичио као ЖАК, па као ФК Железничар, а 1969. мења име у ФК ПИК Инђија. Промена назива настављена је 1975. године, када је клуб променио спонзора и понео име ФК Агроунија. Од 1994. до 2001. године клуб се такмичи под садашњим називом, а од 2001. до 2003. носи име новог спонзора Бразда коп. Садашње име враћа 14. јула 2003. године.
ФК Инђија се углавном такмичила у Трећој фудбалској лиги, а 1992. је успела да се пласира у Другу лигу, а у истој сезони је стигла до четвртфинала Купа Југославије. Од 1994. до 2004. године са променљивим успехом Инђијци играју у српсколигашким такмичењима, а 2005. освајају прво место у Војвођанској лиги. У следећој сезони (2005/06) тријумфују и у Српској лиги Војводина и поново стижу до другог ранга такмичења, Прве лиге Србије.
У сезони 2009/10, Инђија је освојила прво место у Првој лиги Србије, па је тако по први пут у клупској историји изборен пласман у највиши ранг, Суперлигу Србије. Клуб је у Суперлиги провео само годину дана, пошто је дебитантску сезону 2010/11. завршио на 15. месту и тиме испао у нижи ранг.
Након осам сезона проведених у Првој лиги, клуб се 2019. године вратио у Суперлигу. Након 37 кола, такмичарске 2018/19, Инђија је заузела 3. место и пласирала се у бараж. У полуфиналу на свом терену победили су Златибор са 2 : 1, а у финалу су били бољи од крагујевачког Радничког након бољег извођења једанаестераца. У великом финалу чекао их је Динамо из Врања, четрнаестопласирани тим Суперлиге. У првом мечу Инђија је славила са 3 : 0, а у реваншу су изгубили 0 : 2 и укупним резултатом 3 : 2 пласирали се у Суперлигу Србије. Након две сезоне поново су испали у Прву лигу Србије.

## Стадион
Клуб своје утакмице игра на стадиону „ФК Инђија“, који се налази у ужем градском језгру, уз железничку станицу и магистралну пругу Београд-Суботица-Будимпешта. Саграђен је на месту где се раније налазио локомотивски депо. Првобитни стадион, тада ФК Железничара, изграђен је 1933, а састојао се од покривене дрвене трибине, капацитета 600 места. Свлачионице у склопу стадиона су изграђене тек 1962, пре тога су се налазиле у кафани „Спорт”, преко пута игралишта. Дрвене трибине су 1970. замењене монтажним, а 2006. је извршена реконструкција и тада је стадион добио садашњи облик.
Стадион је за потребе Универзијаде 2009. комплетно реконструисан, када је изграђена нова северна трибина, сређене клупске просторије, по први пут стадион је добио семафор, а терен је проширен на димензије од 105 x 65 m.
ФК Инђија је 2006. представила пројекат изградње новог стадиона, који би има капацитет од 9.000 места и био саграђен на простору инђијских „Леја“. Стадион би испуњавао све критеријуме за одигравање утакмица у УЕФА такмичењима.

## Тренутни састав
Ажурирано 17. марта 2022.
| Бр. |        | Позиција | Играч                       |
| --- | ------ | -------- | --------------------------- |
| 1   | Србија | Г        | Милош Чупић                 |
| 5   | Србија | С        | Никола Недељковић           |
| 7   | Србија | О        | Никола Вукајловић           |
| 8   | Србија | С        | Бранко Ризнић               |
| 9   | Србија | Н        | Марко Ковачевић             |
| 10  | Србија | С        | Владан Милосављев (капитен) |
| 11  | Србија | Н        | Милош Кукољ                 |
| 13  | Србија | С        | Алекса Јовановић            |
| 14  | Србија | О        | Урош Ђуричковић             |
| 16  | Србија | С        | Стефан Ђурић                |
| 17  | Србија | Н        | Дејан Алексић               |
| 20  | Србија | С        | Никола Жакула               |
| 21  | Србија | С        | Марко Стојановић            |
| 22  | Србија | С        | Александар Десанчић         |

| Бр. |                     | Позиција | Играч           |
| --- | ------------------- | -------- | --------------- |
| 23  | Србија              | С        | Славољуб Ђокић  |
| 24  | Сенегал             | Н        | Бадо            |
| 25  | Црна Гора           | О        | Мијушко Бојовић |
| 26  | Србија              | Н        | Душан Вукчевић  |
| 28  | Србија              | О        | Никола Рађен    |
| 29  | Србија              | О        | Урош Игњатовић  |
| 30  | Србија              | О        | Милан Србијанац |
| 31  | Србија              | Г        | Милош Рнић      |
| 32  | Србија              | О        | Игор Недељковић |
| 44  | Србија              | О        | Никола Ђурић    |
| 57  | Србија              | С        | Милош Плавшић   |
| 77  | Босна и Херцеговина | Н        | Давор Ракић     |
| 99  | Црна Гора           | Г        | Крсто Љубановић |

## Новији резултати
| Сезона   | Ранг | Лига                  | Позиција | ИГ | Д  | Н  | П  | ГД | ГП | ГР  | Бод     | Куп                  |
| -------- | ---- | --------------------- | -------- | -- | -- | -- | -- | -- | -- | --- | ------- | -------------------- |
| 2006/07. | 2    | Прва лига Србије      | 15.      | 38 | 11 | 13 | 14 | 42 | 51 | -9  | 46      | Није се квалификовао |
| 2007/08. | 3    | Српска лига Војводина | 2.       | 30 | 21 | 7  | 2  | 71 | 23 | +48 | 70      | Осмина финала        |
| 2008/09. | 2    | Прва лига Србије      | 5.       | 34 | 15 | 10 | 9  | 49 | 34 | +15 | 55      | Није се квалификовао |
| 2009/10. | 2    | Прва лига Србије      | 1.       | 34 | 17 | 9  | 8  | 47 | 26 | +21 | 60      | Шеснаестина финала   |
| 2010/11. | 1    | Суперлига Србије      | 15.      | 30 | 7  | 5  | 18 | 29 | 47 | -18 | 26      | Шеснаестина финала   |
| 2011/12. | 2    | Прва лига Србије      | 5.       | 34 | 14 | 10 | 10 | 35 | 32 | +3  | 52      | Осмина финала        |
| 2012/13. | 2    | Прва лига Србије      | 12.      | 34 | 10 | 12 | 12 | 27 | 35 | -8  | 42      | Осмина финала        |
| 2013/14. | 2    | Прва лига Србије      | 12.      | 30 | 10 | 7  | 13 | 32 | 41 | -9  | 37      | Претколо             |
| 2014/15. | 2    | Прва лига Србије      | 5.       | 30 | 14 | 4  | 12 | 39 | 31 | +8  | 46      | Осмина финала        |
| 2015/16. | 2    | Прва лига Србије      | 4.       | 30 | 12 | 9  | 9  | 46 | 28 | +18 | 45      | Осмина финала        |
| 2016/17. | 2    | Прва лига Србије      | 4.       | 30 | 14 | 6  | 10 | 33 | 28 | +5  | 48      | Шеснаестина финала   |
| 2017/18. | 2    | Прва лига Србије      | 5.       | 30 | 12 | 9  | 9  | 30 | 25 | +5  | 45      | Осмина финала        |
| 2018/19. | 2    | Прва лига Србије      | 3.1      | 37 | 20 | 7  | 10 | 57 | 29 | +28 | 39 (67) | Шеснаестина финала   |
| 2019/20. | 1    | Суперлига Србије      | 14.      | 30 | 7  | 4  | 19 | 26 | 48 | -22 | 25      | Четвртфинале         |
| 2020/21. | 1    | Суперлига Србије      | 17.      | 38 | 10 | 5  | 23 | 29 | 66 | -37 | 35      | Шеснаестина финала   |
| 2021/22. | 2    | Прва лига Србије      | 5.       | 37 | 19 | 7  | 11 | 55 | 38 | +17 | 64      | Шеснаестина финала   |
| 2022/23. | 2    | Прва лига Србије      | 4.       | 37 | 13 | 15 | 9  | 46 | 35 | +11 | 54      | Шеснаестина финала   |
| 2023/24. | 2    | Прва лига Србије      | 3.1      | 37 | 17 | 8  | 12 | 46 | 35 | +11 | 59      | Осмина финала        |
| 2024/25. | 2    | Прва лига Србије      | 15.      | 37 | 7  | 11 | 19 | 33 | 52 | -19 | 32      | Шеснаестина финала   |

- 1  Преко баража изборила пласман у Суперлигу Србије 2019/20.
- 2  Поражена у баражу за пласман у Суперлигу Србије од  Железничара.

## Познатији играчи
- Зоран Јанковић
- Јо Антви
- Горан Смиљанић
- Мирослав Човило

## Навијачка група
Навијачка група се зове Зелена армија.